# Daniel Adair
Daniel Patrick Adair nasceu em 19 de fevereiro de 1975. Sua cidade natal é Toronto (Canadá), mas mora em Vancouver (Canadá). Começou a tocar bateria aos 13 anos.
Recentemente é o baterista da banda de rock canadense Nickelback, substituindo Ryan Vikedal, que deixou a banda em 2005 para se dedicar à seu projeto paralelo, a Corb Lund Band, de Blues e Country. Daniel também foi baterista da banda 3 Doors Down. No lugar do baterista  Daniel, 3 Doors Down colocou Greg Upchurch do Puddle of Mudd, que agora é baterista das duas bandas. All the Right Reasons é o seu primeiro álbum com o Nickelback.